# Równina Dzbanów

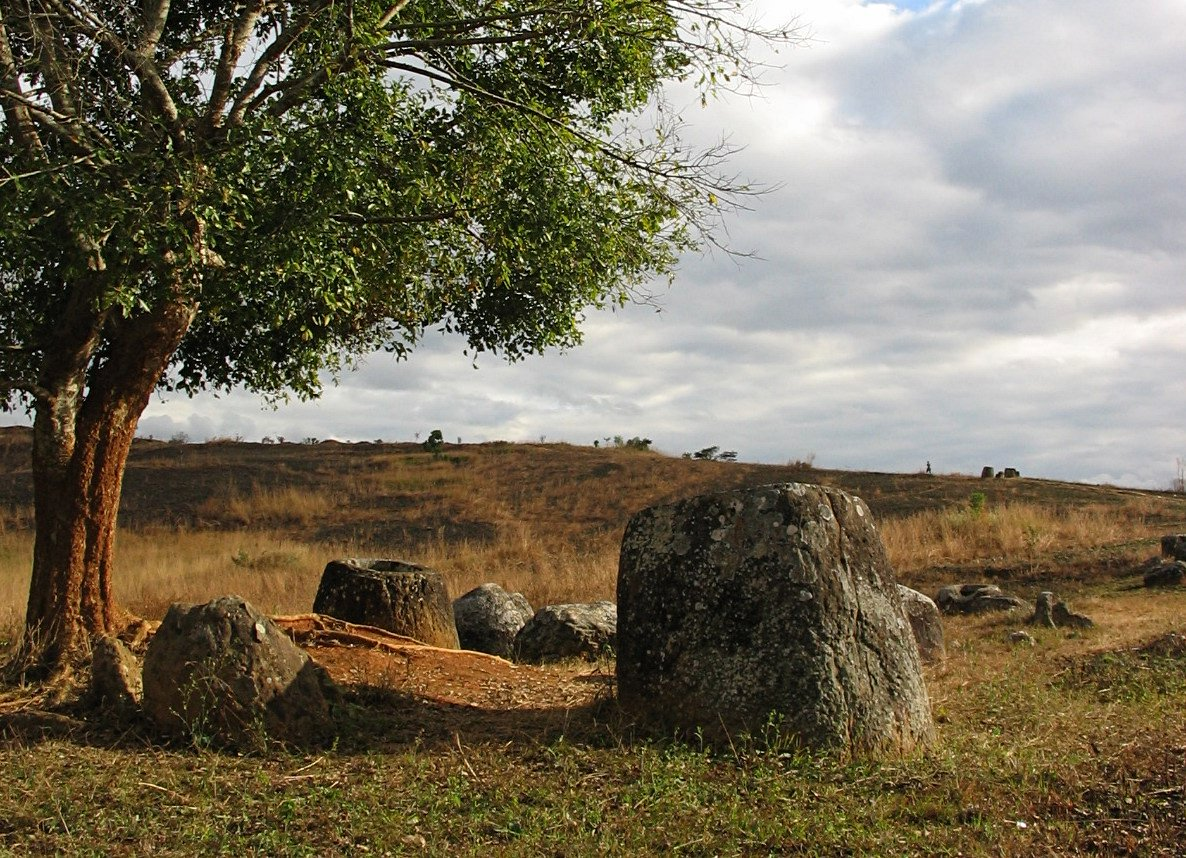
Równina Dzbanów

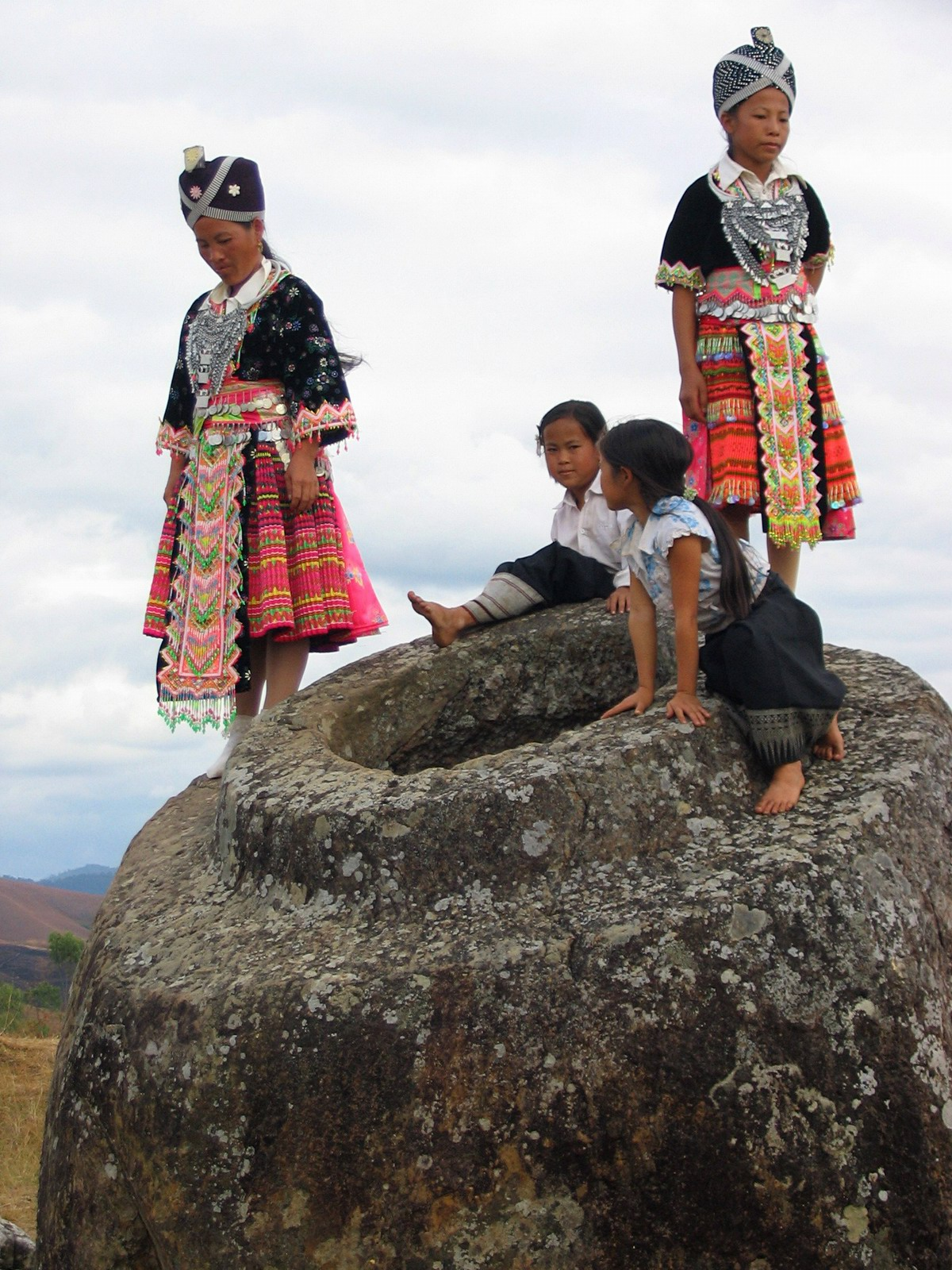
Laotanki z plemienia Hmong na jednej z większych urn

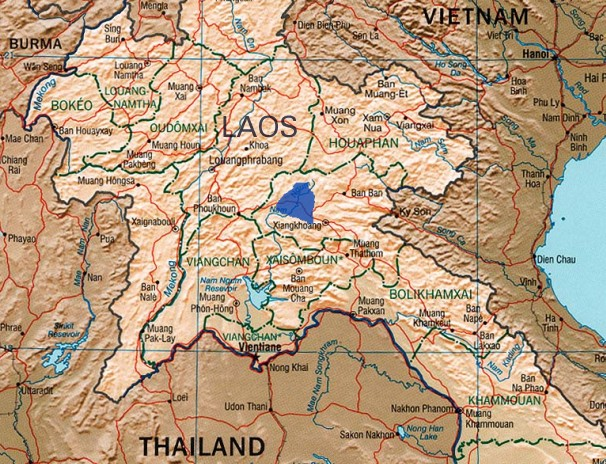
Lokalizacja Równiny Dzbanów na mapie Laosu (kolor niebieski)

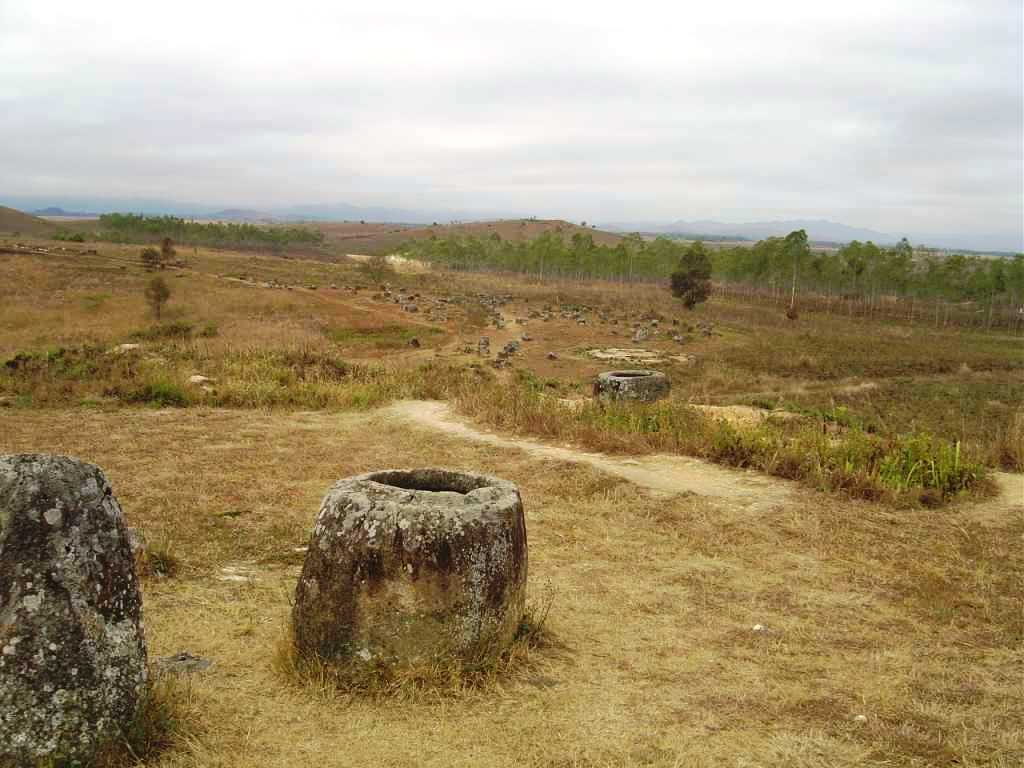
Stanowisko nr 1

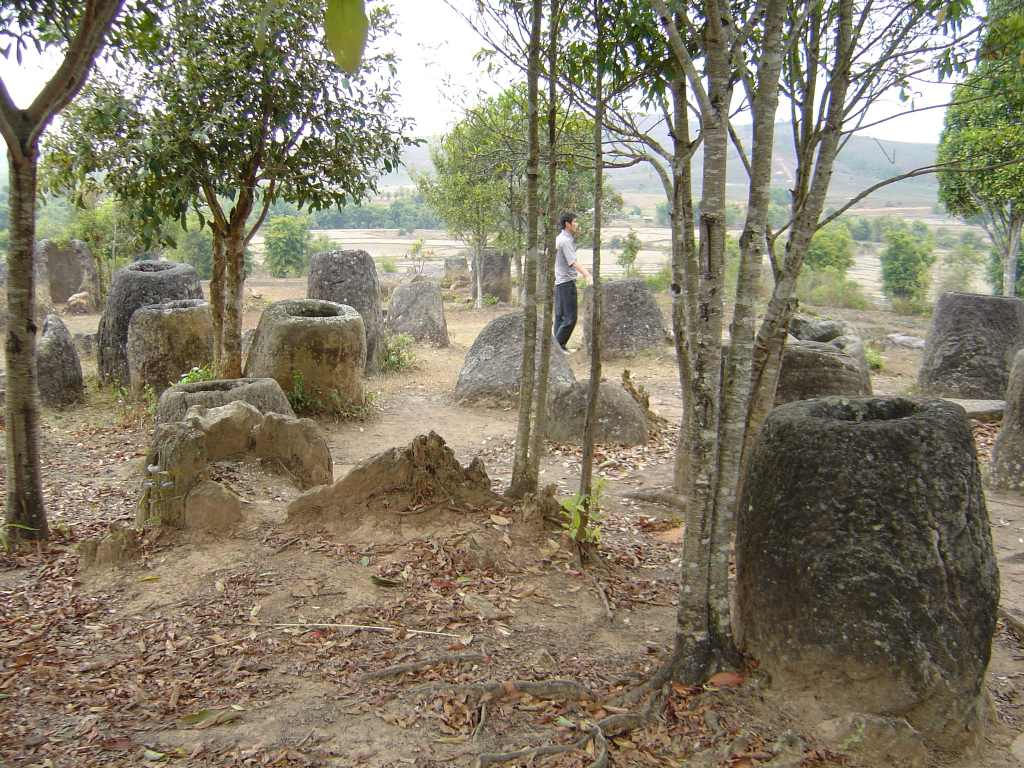
Stanowisko nr 3

Równina Dzbanów (franc. Plaine des Jarres, ang. Plain of Jars, spotyka się również polską nazwę Dolina Amfor) – teren o wielkim znaczeniu historycznym i kulturalnym w Laosie, zarzucony tysiącami kamiennych urn.
Obszar ten (geograficznie Płaskowyż Xiangkhoang) leży na północnym krańcu Gór Annamskich, głównego pasma górskiego na Półwyspie Indochińskim. W związku z tym, że obszar ten był terenem zaciętych walk podczas wojny laotańskiej w latach 1954–1975, nazwą Równina Dzbanów obejmuje się zazwyczaj cały Płaskowyż Xiangkhoang, a nie jedynie stanowiska archeologiczne związane z tajemniczymi urnami. Największa wyżyna doliny nazywana jest Tomskim.

## Legendy i archeolodzy
Archeolodzy są przekonani, że urny, których powstanie datuje się na okres pomiędzy VI wiekiem p.n.e. a IX wiekiem n.e, są dziełem prehistorycznego ludu z grupy językowej mon-khmer, którego kultura jest w dzisiejszych czasach zupełnie nieznana. Antropolodzy i archeolodzy nie są zgodni, czy gigantyczne naczynia były urnami grzebalnymi, czy też służyły do przechowywania żywności lub wody.
Według laotańskich opowieści i legend płaskowyż w zamierzchłej przeszłości zamieszkiwała rasa olbrzymów. Ich król imieniem Khun Cheung pokonał po długiej, krwawej, ale zwycięskiej bitwie swych nieprzyjaciół i kazał wykuć wielkie kamienne naczynia, w których warzono ryżowe whisky lao lao, którym celebrowano triumf.
Pierwszym osobą, która zbadała i skatalogowała Równinę Dzbanów, była Madeleine Colani, archeolog z École française d’Extrême Orient w latach trzydziestych XX wieku. Podczas badań Colani i jej zespół natrafili na jaskinię pełną szczątków ludzkich, w tym także częściowo spalonych, i prochów. Jej praca jest do dziś uważana za podstawową na temat Płaskowyżu Urn. W okresie późniejszym prace kontynuowali jej następcy.
Amerykańska bomba poważnie uszkodziła wspomnianą jaskinię, wykorzystywaną przez Pathet Lao jako punkt obronny – okoliczny teren do dziś nosi ślady wykopanych wówczas okopów i kraterów po bombach, a w ziemi tkwią miliony metalowych odłamków oraz ogromna liczba niewybuchów. Miejscowość Xieng Khouang została całkowicie zniszczona podczas walk pomiędzy armią północnowietnamską i Pathet Lao z jednej strony a wspieranymi przez Amerykanów siłami antykomunistycznymi. W połowie lat siedemdziesiątych XX wieku wzniesiono nowe miasto, które nazwano Phonsavan.

## Lokalizacja urn
Ponad 400 stanowisk archeologicznych znajduje się w centrum Płaskowyżu Xieng Khouang, jednak identyczne urny znaleziono na obszarze od Płaskowyżu Khorat w Tajlandii na południu, aż po pasmo wzgórz Chaar w północnych Indiach, gdzie archeolodzy stwierdzili bez wątpienia, że były urnami grzebalnymi. Urny zdają się być umieszczane linearnie lub w znacznych skupiskach, jakby na szlaku handlowym z delty Mekongu po Indie. Z drugiej strony, urnom odkrytym w górzystym rejonie nie towarzyszyły żadne pochówki, co może oznaczać, że te odkryte wcześniej były dziełem ludności niezwiązanej z twórcami obiektów.
Urny zostały w większości wykute ze skał osadowych, przeważnie z piaskowca, ale także z granitu, zlepieńców lub z wapienia koralowego. W kształcie są obłe lub okrągłe, a niektóre mają coś na kształt pokryw. Ważą do 20 ton, a ich wysokość waha się od jednego do dwóch metrów.
Na płaskowyżu większość urn jest skupiona w grupach. Największa z nich, w pobliżu Phonsavan (stanowisko archeologiczne nr 1), składa się z ponad 250 urn różnej wielkości. W okolicy wykopalisk leżą w ziemi tysiące niewybuchów bomb i pocisków, głównie kasetowych, pozostałość po wojnie w latach sześćdziesiątych i siedemdziesiątych XX wieku. W rezultacie jedynie stanowiska nr 1, 2 i 3 są dostępne dla zwiedzających – pozostałe uznaje się za zbyt niebezpieczne.
Kości, brązowe i żelazne narzędzia oraz inne znaleziska odkryte przez Colani skłoniły ją do uznania, że były to urny grzebalne. Wyniki swych badań opublikowała w dwutomowym dziele, zatytułowanym Des Megalithes de Houte Laos. Jest ono do dziś uznawane za podstawowe źródło wiedzy o płaskowyżu.

## Pochodzenie urn
Madeleine Colani przypuszczała, że rozmieszczenie urn ma coś wspólnego ze szlakiem karawanowym z północnych Indii, na którego istnienie w starożytności są liczne dowody.
Colani odkryła również, w pobliżu największego skupiska urn, jaskinię połączoną z powierzchnią dwiema pionowymi sztolniami, gdzie natrafiono na grubą warstwę kopcia świadczącą, że sztolnie były wykorzystywane jako kominy prymitywnych dymarek. Według Colani było to krematorium, a urny służyły do przechowywania prochów ludzkich. Późniejsze wykopaliska doprowadziły do odkrycia większej ilości szczątków ludzkich, w tym niespalonych kości.
W związku z tym, że znalezione szczątki pochodziły z różnych okresów, naukowcy przypuszczają, że urny były wykorzystywane wielokrotnie przez kolejne ludy zamieszkujące płaskowyż. Ta teoria jest wśród badaczy uważana za najbardziej prawdopodobną, ale istnieją także inne.
Według jednej z nich urny są produktem sztucznym: zostały ulepione z gliny, piasku, cukru i klejów odzwierzęcych. Zgodnie z tą teorią odkryta przez Colani jaskinia była w rzeczywistości rodzajem pieca garncarskiego, gdzie urny te wypalano. Jednak w związku z tym, że niektóre urny zostały bez wątpienia wykonane z granitu, naukowcy tę teorię odrzucają.
Inna próba wyjaśnienia zastosowania urn zakłada, że służyły one do gromadzenia wody deszczowej w okresie monsunowym dla karawan wędrujących przez te obszary w okresach suszy. Woda taka, nawet zastała, po przegotowaniu ponownie nadawała się do picia, co było od dawien dawna stosowane na obszarze całej Azji. Paciorki znajdowane w niektórych urnach miałyby być wotami towarzyszącymi modlitwom o deszcz (lub modłom dziękczynnym) podczas postoju karawan wokół skupisk tychże urn.
Większość badaczy (którzy znają cysterny służące do zbierania deszczówki w okresie wczesnej starożytności, np. w Mohendżo-Daro) uważa, że urny z płaskowyżu mają zbyt małe otwory, by mogły służyć do tego celu. Prof. Thongsa Sayavongkhamdy, dyrektor laotańskiego Departamentu Muzeów i Archeologii uważa, że urny powstały około 2000 lat temu, a więc znacznie przed narodzinami lokalnych mocarstw: Angkor (w Kambodży), Czampa (w Wietnamie) i Pagan (w Mjanmie), które osiągnęły swą świetność jeszcze przed rokiem 1000 n.e. Pierwsze Królestwo Laosu ze stolicą w Luang Prabang zostało ustanowione w 1353 roku, gdy pamięć o pochodzeniu urn dawno zaginęła.
Najnowsze wyniki analiz laboratoryjnych próbek z dwóch stanowisk ustalają datowanie Równiny Dzbanów na okres między 1240 a 660 rokiem p.n.e.

## Sytuacja obecna
Równina Dzbanów jest jednym z najniebezpieczniejszych stanowisk archeologicznych na świecie. Tysiące niewybuchów, przede wszystkim bomb kasetowych, pozostałość masowych bombardowań amerykańskich w czasie wojny w Laosie, są do dziś przyczyną nieszczęśliwych wypadków. Turyści mogą bezpiecznie zwiedzać jedynie stanowiska oznakowane numerami od 1 do 3 zwracając przy tym bacznie uwagę na tablice ostrzegawcze.
Rząd laotański zabiega o wpisanie Płaskowyżu na listę światowego dziedzictwa UNESCO. Terenem opiekuje się w tym aspekcie UNESCO-Lao Plain of Jars Project. Usunięcie niewybuchów jest podstawowym wymogiem przed udostępnieniem kolejnych stanowisk naukowcom i turystom.
Mines Advisory Group, laotańska organizacja pozarządowa, pracuje od lipca 2004 roku nad usuwaniem niewybuchów i powoli zbliża się do końca swych działań.